# Fantastic Negrito
Fantastic Negrito, pseudonimo di Xavier Amin Dphrepaulezz (Oakland, 20 gennaio 1968), è un cantautore e chitarrista statunitense.
È un musicista blues, R&B e roots rock.
I suoi tre album The Last Days of Oakland, Please Don't Be Dead e Have You Lost Your Mind Yet hanno vinto il Grammy Award come miglior album blues contemporaneo rispettivamente nel 2016, nel 2019 e nel 2021 vincendo 3 volte consecutive il premio in questa categoria.

## Discografia
- 1996 - The X Factor (come Xavier)
- 2014 - Fantastic Negrito
- 2016 - The Last Days of Oakland
- 2018 - Please Don't Be Dead
- 2020 - Have You Lost Your Mind Yet?
- 2022 - White Jesus Black Problems
- 2023 - Grandfather Courage
- 2024 - Son of a Broken Man